# Josh Windass
Joshua Dean Windass (* 9. Januar 1994 in Kingston upon Hull) ist ein englischer Fußballspieler, der bei Sheffield Wednesday spielt. Er ist der Sohn des ehemaligen Fußballspielers Dean Windass.

## Karriere
Josh Windass wurde im Jahr 1994 in Kingston upon Hull im nordöstlichen England geboren. Sein Vater Dean Windass spielte während dieser Zeit für Hull City. Josh Windass begann seine Karriere in der Jugend von Huddersfield Town. Im Juli 2013 unterschrieb der 19-jährige seinen ersten Profivertrag beim englischen Viertligisten Accrington Stanley. Für den Verein gab er sein Debüt im November 2013 in der 1. Runde des englischen Pokals gegen die Tranmere Rovers, welches zugleich sein Profidebüt bedeutete. In seiner ersten Saison 2013/14 absolvierte Windnass zehn Ligaspiele für Accrington, gefolgt von 35 Spielen 2014/15 und 30 2015/16. In der Saison 2015/16 war er in der Mannschaft mit 15 Treffern hinter Billy Kee zweitbester Torschütze. Im Januar unterschrieb Windass zusammen mit seinem Teamkollegen Matt Crooks einen Vertrag bei den Glasgow Rangers, der ab der Saison 2016/17 lief. Im August 2018 wechselte er zu Wigan Athletic. Ende Januar 2020 wurde er für die Rückrunde an Sheffield Wednesday ausgeliehen.
Am 2. September 2020 wechselte er auf fester Vertragsbasis zu Sheffield Wednesday. In der EFL Championship 2020/21 gelangen ihm neun Treffer, konnte damit jedoch nicht den Abstieg in die drittklassige League One verhindern.
Am 29. Mai 2023 erzielte Josh Windass im Playoff-Finale um den Aufstieg im Wembley-Stadion in der Nachspielzeit der Verlängerung den 1:0-Siegtreffer gegen den FC Barnsley, welcher Sheffield Wednesday die Rückkehr in die EFL Championship zur Saison 2023/24 sicherte.